# مسجد مامای
مسجد مامای (ترکی آذربایجانی: Mamay məscidi) یک مسجد در  این مسجد در خیابان گ.عسگروف محله مامای شهر شوشی است. محله مامای چهارمین محله از ۸ محله بالا و پیشین شوشی است.  در این شهر در مجموع ۱۷ محله وجود دارد. مسجد مامای یکی از هفده مسجدی بود که در اواخر سده نوزدهم میلادی در شوشی فعالیت می‌کرد. چند سال پیش از تصرف شوشی به دست ارمنیان مسجد مامای به همراه مسجد جامع گوهریه یوخاری، مسجد جامع گوهریه و مسجد ساعتلی مرمت شد. این مسجد پس از تصرف شوشی در مه ۱۹۹۲ به طور کامل ویران شد.